# Héctor Noguera Sánchez
Héctor Emilio Noguera Sánchez (Maracaibo, Venezuela, 1 de febrero de 1987) es un futbolista profesional, juega como lateral derecho y actualmente es jugador del Academia Puerto Cabello, de la Primera División de Venezuela.

## Trayectoria

### UA Maracaibo
Se formó en las canteras del Unión Atlético Maracaibo y debutó en el equipo profesional en la Temporada 2008/09. Jugó un total de 12 partidos en el equipo que lastimosamente desaparecería la temporada siguiente.

### Carabobo FC
Llegó al equipo deL Carabobo Fútbol Club donde solo estuvo una temporada jugando 8 partidos.

### Caroní FC
Vistió la camisa del equipo del Caroní Fútbol Club jugando tan solo 6 partidos con el club teniendo otro detalle negativo, el equipo descendió.

### Zulia FC
Fue contratado por el Zulia Fútbol Club donde permaneció más de 4 temporadas siendo figura del club, jugando más de 110 partidos y anotando 5 goles con el equipo de Maracaibo.

### Mineros de Guayana
En 2015 llega al Club Deportivo Mineros de Guayana para disputar el Adecuación 2015. Participó en 4 torneos con el Club jugando 57 partidos y anotando 4 goles.

### Deportivo Táchira
Es contratado por el Deportivo Táchira para afrontar el Torneo Clausura 2017.

## Clubes
| Club                     | País      | Año         | Juegos | Goles |
| ------------------------ | --------- | ----------- | ------ | ----- |
| Unión Atlético Maracaibo | Venezuela | 2008 - 2009 | 12     | 0     |
| Carabobo Fútbol Club     | Venezuela | 2009 - 2010 | 8      | 0     |
| Caroní Fútbol Club       | Venezuela | 2010 - 2011 | 6      | 0     |
| Zulia Fútbol Club        | Venezuela | 2011 - 2015 | 117    | 5     |
| Mineros de Guayana       | Venezuela | 2015 - 2017 | 57     | 4     |
| Deportivo Táchira        | Venezuela | 2017 - 2018 | 39     | 0     |

- Datos: Q30905474